# Madeleine Larcheron
Madeleine Larcheron (* 24. Januar 2006 in Paris) ist eine französische Skateboarderin.
Larcheron nahm 2021 im Alter von 15 Jahren als eine von zwei Französinnen an den Olympischen Sommerspielen in Tokio teil. In der Disziplin Park belegte sie den 13. Platz.